# Jeff Todd Titon
Jeff Todd Titonn nació en EE.UU en 1942 es un Etnomusicólogo norteamericano, folclorista y profesor de Etnomusicología en la Universidad de Brown y es profesor residente a tiempo parcial en Maine.

## Formación Académica
Jeff Todd Titonn se graduó en Amherst College, una de las universidades privadas más selectas de Estados Unidos, situada en Amherst, Massachusetts. Continuó sus estudios de Máster de Artes en inglés y su Doctorado en estudios americanos en la Universidad de Minnesota. Es allí donde es alumno del Dr. Alan Kagan y se adentra en el campo de la etnomusicología enfocada al folklore Americano haciendo su tesis sobre la música Blues.

## Carrera
Jeff Todd Titton desde muy joven siempre se sintió atraído por la música Blues incluso durante dos años fue el guitarrista de la banda The Lazy Bill Lucas Blues Band, un grupo surgido en los años 70, llegando a actuar en el Ann Arbor Blues Festival. Posteriormente se interesa más por el mundo del banjo y el violín y hoy en día incluso se dedica ocasionalmente a la restauración de violines.
Empezó a impartir clases en la Universidad Tufts, donde fue profesor de Inglés y a continuación, profesor asociado de inglés y música. También ha sido profesor visitante en las Universidades de Carleton, Amherst College, Berea College, la Universidad de Maine y la Universidad de Indiana. Desde 1986 ha sido profesor de música (etnomusicología) en la Universidad Brown.
Con subvenciones de la Fundación Nacional para las Artes y becas de la National Endowment for the Humanities, ha hecho trabajos de campo sobre la música popular religiosa y el Blues. De 1990 a 1995 fue editor de la Revista de la Sociedad de Etnomusicología. Es miembro de la Asociación de Folklore Americana.
Hizo un documental sobre la vida del reverendo CL Franklin, padre de Aretha Franklin. Y entre sus proyectos actuales se encuentran los trabajos de campo con los Old Regular Baptists con los que ha producido dos discos para el Instituto Smithsonian Folkways.

## Publicaciones
A lo largo de su carrera ha publicado, ya sea como editor o como escritor, siete libros:
- Early Downhome Blues (1977; 2ª edición, University of North Carolina Press, 1994) con el que ganó el premio ASCAP-Deems Taylor Award.
- Worlds of Music (cinco ediciones desde 1984, siendo traducido al italiano y al chino)
- Powerhouse for God (acompañado de un documental)
- Old-Time Kentucky Fiddle Tunes (University Press of Kentucky, 2001)
- American Musical Traditions, (Gale, 2002)

- Datos: Q736767